# Haloxyfop-P
Haloxyfop-P of haloxyfop-R is een selectief herbicide, dat gebruikt wordt tegen eenjarige of doorlevende grassen in onder andere suikerbieten, aardappelen, koolzaad, vlas, voedererwten, veldbonen, wortelen, cichorei. Het wordt ook gebruikt in boomkwekerijen en sierteelt.
Haloxyfop-P behoort tot de fenoxyherbiciden, meer bepaald de aryloxyfenoxypropaanzuurherbiciden. Andere herbiciden in deze groep zijn onder andere chlorazifop, clodinafop, cyhalofop, diclofop, fenoxaprop-P, fluazifop-P en quizalofop-P. Haloxyfop-P is het R-isomeer van haloxyfop. Naast het zuur wordt het vooral in de vorm van een ester gebruikt, zoals de methylestervorm haloxyfop-P-methyl (CAS-nummer 72619-32-0).
Het is een product van Dow AgroSciences en het wordt gecommercialiseerd in producten met de naam Gallant Winner, Gallant Super, Gallant 2000 of Eloge. Deze laatste twee zijn op basis van haloxyfop-P-methyl. Dow zelf hanteert de benaming haloxyfop-R(-methyl), terwijl de ISO voorlopig de naam haloxyfop-P heeft aanvaard.

## Regelgeving
In België is het product Eloge erkend (haloxyfop-P-methyl), in Nederland het product Gallant 2000 (eveneens op basis van haloxyfop-P-methyl).
Haloxyfop-P is een van de actieve stoffen, die in het kader van de Europese regelgeving moesten onderzocht worden op hun risico's voor mens en milieu.
Op 28 juli 2006 publiceerde de Europese Autoriteit voor voedselveiligheid haar conclusies van de risico-evaluatie van haloxyfop-P. Op basis hiervan nam de Europese Commissie een beschikking aan om haloxyfop-P niet op te nemen in de lijst van toegelaten gewasbeschermingsmiddelen. De bestaande erkenningen in de lidstaten moesten volgens deze beschikking uiterlijk op 19 december 2007 worden ingetrokken, en de bestaande voorraden mochten nog één jaar na deze datum gebruikt worden.
Dow AgroSciences, dat vindt dat haar dossier niet correct is onderzocht, heeft laten weten dat het van plan is om een nieuwe erkenningsaanvraag te doen voor haloxyfop-P.

## Toxicologie en veiligheid
Haloxyfop-P heeft een lage acute toxiciteit: het is niet mutageen, carcinogeen of toxisch bij voortplanting. Het is irriterend voor de ogen (de methylester niet). Bij oordeelkundig gebruik zou het geen chronische of acute risico's voor de consumenten vormen.
In de bodem breekt haloxyfop af tot een aantal metabolieten, waarvan er enkele (met name DE-535 pyridinol en DE-pyridinon) een hoog potentieel voor grondwaterverontreiniging hebben.
De methylester is acuut toxisch voor waterorganismen, in het bijzonder vissen.
Het risico voor bijen en voor vogels wordt als laag ingeschat. Voor zoogdieren kon de Europese Autoriteit voor voedselveiligheid (EFSA) geen besluit vormen en werd bijkomend onderzoek nodig geacht.
Het risico voor aardwormen en andere bodemorganismen is laag voor haloxyfop-R of de methylester ervan, maar wat de metabolieten DE-535 pyridinol, DE-pyridinon en DE-535 fenol betreft was volgens EFSA nader onderzoek nodig.
Het potentieel voor grondwaterverontreiniging van bepaalde metabolieten van haloxyfop-P en de onzekerheid over het risico voor zoogdieren en bodemorganismen, waren de redenen voor de niet-erkenning van de stof door de Europese Commissie.